# 富山市立広田小学校
富山市立広田小学校（とやましりつ ひろたしょうがっこう）は富山県富山市にある公立小学校。

## 沿革
個別に出典が提示されていない箇所の出典→。
- 1875年（明治8年）7月11日 - 広田新屋村の山城清作方に新屋小学校創立。
- 1877年（明治10年） - 上冨居村に上冨居小学校創立。
- 1891年（明治24年）7月 - 2校合併し鍋田107番地に新校舎（2階建て137m2）新築、広田簡易小学校と称す。
- 1892年（明治25年） - 広田尋常小学校と改称。
- 1917年（大正6年）1月9日 - 始業式中に2階の一部が墜落したため、広田村役場を仮校舎として2部授業を実施。
- 1918年（大正7年）12月2日 - 2階建ての新校舎竣工（工費9,954円）。
- 1925年（大正14年）11月25日 - 雨天体操場（5間×10間）竣工。
- 1940年（昭和15年） - 富山市立広田尋常高等小学校と改称。
- 1941年（昭和16年） - 国民学校令により、富山市立広田国民学校と改称。
- 1947年（昭和22年） - 学制改革により、富山市立広田小学校と改称。
- 1948年（昭和23 年） - 運動場拡張2,720m2。
- 1956年（昭和31年） - 給食室増築。
- 1957年（昭和32年）12月10日 - 体育館（522m2）新築。
- 1959年（昭和34年） - 運動場拡張4,205m2
- 1960年（昭和35年）3月10日 - 新校舎6学級増築。
- 1962年（昭和37年） - 校舎増築（教室2、用務員室の300m2）。
- 1963年（昭和38年）12月28日 - 給食室を新築。
- 1964年（昭和39年） - 玄関、職員室、放送室、宿直室を増築。
- 1965年（昭和40年） - 普通教室2、保健室、理科準備室、便所、児童昇降口を新築。運動場を拡張（2,840m2）
- 1966年（昭和41年） - 普通教室2増築。
- 1968年（昭和43年） - 理科室、図工室増築。
- 1969年（昭和44年）7月 - プール竣工。
- 1981年（昭和56年） - 校舎1建築[3]。
- 1985年（昭和60年） - 校舎2建築[3]。
- 1986年（昭和61年） - 体育館建築[3]。

## 通学区域
上赤江町一丁目～二丁目、下赤江町一丁目、下赤江町二丁目(14番の一部を除く)、新屋、新屋新町、飯野、上冨居、上冨居一丁目～三丁目、上冨居新町、新冨居、千成町、鶴ヶ丘町、問屋町一丁目～三丁目、中冨居、鍋田、冨居栄町、中冨居新町

## 進学先
- 富山市立奥田中学校
- 富山市立新庄中学校

## 周辺
- 富山市消防局富山消防署北部出張所
- 富山市鍋田公民館
- 富山県警富山中央警察署広田交番
- ファミリーマート富山鍋田店 - 富山中央署広田交番に隣接。
- イオンタウン上飯野
- 富山市広田公民館
- 社会福祉法人めぐみ福祉会ひろたこども園 - 進学前こども園のひとつ。
- この他、上飯野第4公園などの公園も点在するほか、富山県道56号富山環状線沿いには、上述のイオンタウン上飯野以外の商業施設も点在する。